# Episodi di Arcane (prima stagione)
La prima stagione della serie animata Arcane, composta da 9 episodi, è stata pubblicata dal servizio di video on demand Netflix, in tutti i territori in cui il servizio è disponibile. La stagione è stata suddivisa in tre atti, rispettivamente pubblicate il 6, 13 e 20 novembre 2021.
| nº     | Titolo originale                        | Titolo italiano                                 | Pubblicazione USA | Pubblicazione Italia |
| Atto 1 | Atto 1                                  | Atto 1                                          | Atto 1            | Atto 1               |
| ------ | --------------------------------------- | ----------------------------------------------- | ----------------- | -------------------- |
| 1      | Welcome to the Playground               | Che il gioco abbia inizio                       | 6 novembre 2021   | 6 novembre 2021      |
| 2      | Some Mysteries Are Better Left Unsolved | Alcuni misteri dovrebbero rimanere irrisolti    | 6 novembre 2021   | 6 novembre 2021      |
| 3      | The Base Violence Necessary for Change  | L'uso della violenza brutale per il cambiamento | 6 novembre 2021   | 6 novembre 2021      |
| Atto 2 |                                         |                                                 |                   |                      |
| 4      | Happy Progress Day!                     | Felice Giorno del Progresso!                    | 13 novembre 2021  | 13 novembre 2021     |
| 5      | Everybody Wants to Be My Enemy          | Tutti vogliono essere miei nemici               | 13 novembre 2021  | 13 novembre 2021     |
| 6      | When These Walls Come Tumbling Down     | Quando i muri crollano                          | 13 novembre 2021  | 13 novembre 2021     |
| Atto 3 |                                         |                                                 |                   |                      |
| 7      | The Boy Saviour                         | Il ragazzo salvatore                            | 20 novembre 2021  | 20 novembre 2021     |
| 8      | Oil and Water                           | Olio e acqua                                    | 20 novembre 2021  | 20 novembre 2021     |
| 9      | The Monster You Created                 | Il mostro che hai creato                        | 20 novembre 2021  | 20 novembre 2021     |

## Che il gioco abbia inizio
- Titolo originale: Welcome to the Playground
- Diretto da: Pascal Charrue e Arnaud Delord
- Scritto da: Ash Brannon, Christian Linke e Conor Sheehy

### Trama
Anni prima degli eventi, i ribelli della squallida e repressa città sotterranea di Zaun marciarono attraverso il ponte che la congiunge a Piltover, provocando una dura e brutale battaglia coi suoi Guardiani. In seguito allo scontro, le sorelle Powder e Vi trovarono i loro genitori morti tra le macerie e vennero perciò allevate da Vander, capo della fallimentare ribellione. Anni dopo, Vi e Powder, ormai adolescenti, rapinano un attico di Piltover coi loro fratelli adottivi, Mylo e Claggor. Powder tenta di rubare alcuni cristalli magici, frantumandone accidentalmente uno quando il proprietario dell'attico torna a casa; la conseguente esplosione distrugge gran parte dell'edificio avvertendo gli agenti della loro presenza, tuttavia il quartetto riesce a fuggire. Una volta fatto ritorno nella città sotterranea, si imbattono però in un altro gruppo di criminali adolescenti guidati da Deckard ed ingaggiano una rissa con loro, ma Powder, più piccola ed esile rispetto ai fratelli, impaurita dopo essere stata inseguita, getta il bottino per evitare le botte. Vander, divenuto barista e leader de facto di gran parte della città sotterranea, rimprovera i ragazzi per la loro negligenza e tenta di appianare le cose con lo sceriffo di Piltover, Grayson. Vi rimprovera Mylo per aver dato la colpa del fallimento a Powder dicendole che "porta sfortuna" ("she’s a jinx"), dopodiché rassicura la sorellina dicendole che un giorno le cose andranno meglio. Contemporaneamente, nel sottobosco della città sotterranea, il signore del crimine Silco estorce informazioni sulla rapina da Deckard e sperimenta una nuova droga mutagena nota come Shimmer.

## Alcuni misteri dovrebbero rimanere irrisolti
- Titolo originale: Some Mysteries Are Better Left Unsolved
- Diretto da: Pascal Charrue e Arnaud Delord
- Scritto da: Ash Brannon, Nick Luddington e Amanda Overton

### Trama
Jayce Talis, studente ventiquattrenne dell'Academia di Piltover nonché responsabile della creazione dei cristalli esplosivi rubati dal gruppo di Powder e Vi, viene chiamato dalla Consulta a capo della cittadina con l'accusa di aver sperimentato illegalmente la magia arcana. Dato che quand'era bambino lui e la madre sono stati salvati da morte certa proprio grazie a un mago delle rune, Jayce crede che la magia potrebbe essere una risorsa preziosa per far avanzare Piltover, già baluardo del progresso scientifico nel mondo; tuttavia viene condannato all'espulsione dall'Accademia per aver messo in pericolo la città e la sua ricerca destinata a venire distrutta. Le convinzioni di Jayce si rinnovano, tuttavia, quando Viktor, l'assistente disabile del rettore dell'Accademia, il professor Heimerdinger, si offre di aiutarlo a completare la sua ricerca. Contemporaneamente, nella città sotterranea, Vander è messo sotto pressione sia dagli agenti di Piltover, desiderosi che gli consegni i colpevoli della rapina onde calmare le acque nella città, che da alcuni suoi concittadini, desiderosi di combattere l'oppressione dei piltoviani nei loro confini. Per placare gli animi Vi - venuta a sapere dell'accordo segreto di stabilità tra Vander e Grayson - chiama i guardiani di Piltover con l'intenzione di consegnarsi in qualità di unica colpevole della vicenda.

## L'uso della violenza brutale per il cambiamento
- Titolo originale: The Base Violence Necessary for Change
- Diretto da: Pascal Charrue e Arnaud Delord
- Scritto da: Ash Brannon

### Trama
Un flashback rivela che Silco e Vander un tempo combatterono insieme nel tentativo di liberare la città sotterranea da Piltover trasformandola nella nazione di Zaun ma il loro sodalizio si concluse in violenza quando Vander si accordò coi Guardiani per porre fine alla battaglia e dovette cercare di uccidere Silco, che invece intendeva continuare la lotta. Nel presente, Vander decide di costituirsi al posto di Vi, ma viene attaccato e preso in ostaggio da Silco e Deckard, mutato dallo Shimmer. Vi, Mylo e Claggor vanno in suo soccorso, lasciando indietro Powder per la sua sicurezza. Nel frattempo, a Piltover, Jayce e Viktor lavorano segretamente con la complicità della consigliera Mel Medarda, realizzando il loro intento proprio mentre Heimerdinger fa irruzione nel laboratorio e dando vita a una nuova forma di tecnologia magica che battezzano Hextech. Una volta raggiunto Vander, Vi, Mylo e Claggor cadono in una trappola di Silco; la ragazza riesce a sconfiggere da sola quasi tutti i suoi uomini ma, prima che il gruppo riesca a fuggire, la sopraggiunta Powder, in un maldestro tentativo di aiutarli, fa detonare uno dei cristalli rubati generando una massiccia esplosione nella quale Claggor e Mylo perdono la vita mentre Vander, ferito gravemente, è costretto a combattere personalmente Silco iniettandosi lo Shimmer salvo poi fuggire portando in salvo Vi e morire a sua volta per le ferite riportate. Accecata dalla rabbia e dal dolore, Vi si accanisce su Powder, picchiandola e gridandole a sua volta che "porta sfortuna", dopodiché si allontana abbandonandola tra le rovine in fiamme del covo di Silco. Pochi istanti dopo, resasi conto del suo errore, tenta di tornare dalla sorella, ma viene catturata da Marcus, un agente corrotto agli ordini di Silco che, nel frattempo, trova Powder in lacrime e, rivedendosi in lei per l'abbandono subito anni prima da Vander, la consola con un abbraccio.

## Felice Giorno del Progresso!
- Titolo originale: Happy Progress Day!
- Diretto da: Pascal Charrue, Jérôme Combe e Arnaud Delord
- Scritto da: Jérôme Combe

### Trama
A circa sette anni di distanza dallo sviluppo della tecnologia Hextech, Piltover sta prosperando e celebra il suo 200º anniversario della festa nota come "Giorno del Progresso". Inizialmente intenzionato a rivelare l'ultima e stabilizzata tecnologia di gemme Hextech di Viktor durante la cerimonia, Jayce decide di posticipare l'annuncio dopo un avvertimento da parte di Heimerdinger in merito ai pericoli che ciò potrebbe comportare. Intanto, Powder, ormai diciannovenne, ha adottato il nuovo nome di "Jinx", vive con Silco - che la considera una figlia - e lavora per lui aiutandolo a contrabbandare sostanze e materiali illegali a Piltover, in particolare lo Shimmer. Dopo che uno di questi lavori va storto a causa dell'intervento di un gruppo di resistenza della città sotterranea noto come Firelights, Jinx non volendo che Silco rimanga deluso da lei o la consideri "debole" ruba la nuova gemma Hextech che Jayce non ha presentato al pubblico facendo esplodere diverse granate ed uccidendo sei agenti. In seguito all'incidente, a Jayce viene assegnato un seggio nella Consulta per proteggere Piltover dai crescenti attacchi dei criminali della città sotterranea, ora armati di Hextech; nel frattempo Caitlyn Kiramman, giovane e volenterosa recluta dei Guardiani nonché amica d'infanzia di Jayce e figlia di una consigliera, viene estromessa dal servizio attivo a causa delle pressioni mosse dai genitori sull'ufficio dello sceriffo poiché rimasta coinvolta, seppur incolume, nell'attentato; motivo per il quale decide di portare avanti un'indagine clandestina e si reca al carcere di Stillwater per parlare con uno degli uomini di Silco nella speranza di raccogliere informazioni su Jinx, ma recenti sviluppi la portano invece a imbattersi in Vi, imprigionatavi da anni.
- Note: durante la sequenza in cui Jinx lavora nel suo laboratorio e Silco la chiama più volte senza venire sentito, la canzone che la ragazza sta ascoltando è "Get Jinxed!" di Agnete Kjølsrud, celebre brano ufficiale del personaggio pubblicato nel 2013, in vista del suo rilascio nel gioco, con un video animato ad opera dagli autori della serie.[4]

## Tutti vogliono essere miei nemici
- Titolo originale: Everybody Wants to Be My Enemy
- Diretto da: Pascal Charrue, Jérôme Combe e Arnaud Delord
- Scritto da: Amanda Overton

### Trama
Vi rivela a Caitlyn di conoscere i simboli lasciati da Jinx nei luoghi dei suoi misfatti; dunque la giovane Guardiana sfrutta le sue connessioni e la sua amicizia con Jayce per farla rilasciare di prigione sperando che l'esperienza della ragazza in merito alla città sotterranea possa aiutarla a trovare prove per incastrare Silco. Nonostante i caratteri agli antipodi e la diversa educazione, Vi e Caitlyn legano immediatamente. Dopo aver visitato un bordello sotterraneo, l'ex-detenuta si imbatte in una dei luogotenenti di Silco, Sevika, e si scontra con lei, rimanendo gravemente ferita poiché distratta dalla rivelazione del rapporto tra sua sorella e il signore del crimine, ma Caitlyin le salva la vita e la aiuta a fuggire. Nel frattempo Marcus, divenuto il nuovo sceriffo di Piltover, è costretto da Silco a consentire il contrabbando di Shimmer come prezzo della sua ascesa e a far ricadere la colpa dell'attentato del Giorno del Progresso e la rapina dell'Hextech sui Firelights. Lavorando sulla gemma Hextech, Jinx rimane coinvolta in un'esplosione minore che le fa rivivere il momento in cui la sua famiglià morì per colpa sua, fatto a seguito del quale ha un momento di esitazione; Silco la porta però nelle acque tossiche dove anni prima venne quasi affogato in seguito al tradimento di Vander e la incita a immergervisi a sua volta per poter "rinascere" abbandonando definitivamente l'identità di Powder in favore di quella di Jinx. A Piltover, Jayce accetta di chiudere un occhio sulle attività illegali degli altri consiglieri dopo aver realizzato che le sue decisioni fin troppo integerrime rischiano di farlo diventare il bersaglio della loro corruzione ed inizia una relazione romantica con la consigliera Mel Medarda; mentre Viktor, affetto da una malattia terminale, cerca di scoprire di più sul potenziale dell'Hextech.
- Note: poco prima del combattimento tra Vi e Sevika è presente un montaggio musicale in cui, per le vie della città sotterranea, compaiono gli Imagine Dragons (fan di lunga data di League of Legends)[5] ed eseguono "Enemy", brano che hanno composto come sigla per la serie; inoltre nel bordello sono visibili due clienti con le maschere del Lupo e dell'Agnella del Kindred.

## Quando i muri crollano
- Titolo originale: When These Walls Come Tumbling Down
- Diretto da: Pascal Charrue, Jérôme Combe e Arnaud Delord
- Scritto da: Alex Yee

### Trama
Dopo che Viktor è svenuto in laboratorio a causa della sua malattia, lui e Jayce iniziano a studiare la nuova runa Hextech su cui stava lavorando, soprannominandola "Hexcore", scoprendo che è apparentemente in grado di reagire alla materia organica e per tanto potrebbe guarirlo; la loro ricerca trova tuttavia l'opposizione di Heimerdinger, spaventato dalla potenziale devastazione che potrebbe portare. Pur di continuare gli esperimenti, Jayce è dunque costretto a far votare all'unanimità i consiglieri affinché il professore venga estromesso dalla Consulta. Contemporaneamente, Viktor si avvicina a Singed, uno scienziato esperto di mutazioni conosciuto da bambino quando viveva nella città sotterranea, chiedendogli di aiutarlo a perfezionare l'Hexcore. Furioso dopo aver scoperto che questi ha imprigionato Vi anziché ucciderla come gli aveva ordinato, Silco minaccia Marcus di far assassinare sua figlia se non si sbarazzerà definitivamente sia della ragazza che di Caitlyn, dunque, consapevole che Piltover e la città sotterranea siano ormai sull'orlo di un conflitto, lo sceriffo si appresta ad organizzarne le difese. Parallelamente Caitlyn si prende cura delle ferite di Vi, arrivando a barattare il suo fucile con una guaritrice del sottosuolo in cambio di una pozione che possa salvare la vita alla ragazza; poco dopo che quest'ultima si è ristabilita, tuttavia, Silco le rintraccia corrompendo la gente del luogo con lo Shimmer. La coppia riesce a fuggire provocando il crollo della diroccata baracca in cui si erano nascoste - casa d'infanzia di Vi e Powder - prima che possano lasciare la città sotterranea, tuttavia, Vi vede improvvisamente il fumo di un razzo segnaletico che aveva lasciato alla sorella prima di andare in soccorso di Vander e raggiunge la posizione da cui è stato sparato ricongiungendosi con Jinx, che aveva appreso del suo ritorno e deciso di usare il razzo proprio nella speranza di ritrovarla. Il ricongiungimento delle due sorelle ha tuttavia breve durata poiché Jinx, in preda alla schizofrenia, diviene immediatamente paranoica e gelosa di Caitlyn, accusando Vi di averla "sostituita"; inoltre, poco dopo sulla scena irrompono i Firelights che, a seguito di un brutale scontro, rapiscono Caitlyn e Vi.
- Note: nella scena in cui Silco e i suoi uomini irrompono in casa di Marcus e lo minacciano di fronte a sua figlia Ren, uno di essi sfoglia brevemente un libro illustrato della bambina il cui protagonista è Teemo.

## Il ragazzo salvatore
- Titolo originale: The Boy Saviour
- Diretto da: Pascal Charrue, Jérôme Combe e Arnaud Delord
- Scritto da: Nick Luddington

### Trama
Caitlyn e Vi vengono portate alla sede dei Firelights, il cui capo si rivela essere Ekko, un giovane agguerrito cresciuto nei bassifondi assieme alle due sorelle. Il ragazzo spiega a Vi come per lui ormai Powder sia insalvabile in quanto in lei è rimasta solo Jinx; nel corso degli anni Ekko e i Firelights si sono dedicati ad intralciare gli affari di Silco per cercare di tenere al sicuro la città sotterranea ed in particolare lo Shimmer lontano dalle strade. Jinx quasi si rivolta contro Silco per averle nascosto il ritorno di Vi, ma lui la rabbonisce dicendole che la ragazza non è affatto venuta per lei e anzi l'ha ulteriormente tradita entrando in combutta con le autorità piltoviane. A seguito dei crescenti disordini tra le due città, Mel convince Jayce a sviluppare delle armi Hextech, intanto, su suggerimento di Singed, Viktor si inietta lo Shimmer per consentire all'Hexcore di modificare il suo corpo malato, allontanandosi nel frattempo da Jayce. Accordatosi con Caitlyn per restituire la gemma Hextech rubata a Piltover, Ekko accompagna lei e Vi al ponte che congiunge le due città; qui, la ragazza si separa a malincuore dalla nuova partner poiché decisa a tornare indietro e cercare Jinx, tuttavia non appena il corrotto sceriffo Marcus e i suoi uomini intercettano Caitlyn ed Ekko con l'intenzione di ucciderli, Vi si lancia in loro soccorso e Jinx, che stava osservando tutto da lontano, si convince definitivamente che la sorella l'abbia "sostituita" con la giovane Guardiana piltoviana. Furiosa, Jinx fa esplodere un enorme sciame di insetti robotici sul ponte, uccidendo sia Marcus che il resto dei Guardiani e ferendo Caitlyn e Vi, le quali tuttavia vengono salvate grazie all'intervento di Ekko, che ingaggia Jinx in un combattimento così da permettere alle due di fare ritorno a Piltover; il ragazzo riesce a sconfiggere la vecchia amica ma, ricordando la loro infanzia assieme, all'ultimo momento esita anziché darle il colpo finale, cosa che consente a Jinx di far detonare una granata che ferisce gravemente entrambi.

## Olio e acqua
- Titolo originale: Oil and Water
- Diretto da: Pascal Charrue, Jérôme Combe e Arnaud Delord
- Scritto da: Mollie Bickley St. John e Ben St. John

### Trama
A seguito della battaglia tra Jinx ed Ekko, Silco soccorre il corpo esanime della figlia adottiva e, terrorizzato dall'idea di perderla, la rimette alle cure di Singed, il quale lo avverte che il processo curativo con cui potrebbe salvarla, oltre che impegnativo, potrebbe risultare letale; durante il suddetto trattamento, per sopportare il dolore Jinx immagina che a infliggerglielo siano Caitlyn e Vi. La mutazione dovuta alle massicce dosi di Shimmer somministratele per guarire, inoltre, fa diventare le sue iridi viola luminescenti. Nel frattempo Ambessa, la madre di Mel, arriva a Piltover dopo l'assassinio del figlio maggiore e tenta di prepararla alla guerra con la città sotterranea. Heimerdinger, invece, estromesso dalla Consulta, tenta senza successo di aiutare i cittadini dei bassifondi e si imbatte casualmente in Ekko, ferito ma sopravvissuto e lo soccorre. Gli sforzi di Viktor per guarirsi attraverso l'Hextech gli permettono non solo di tornare a camminare ma addirittura di correre, tuttavia porta anche alla morte della sua amica d'infanzia ed assistente Sky. Tornate a Piltover, Caitlyn e Vi ottengono un incontro davanti alla Consulta per cercare di convincerli ad occuparsi di Silco ma non riescono a convincerli che questi sia una minaccia; amareggiata, Vi lascia Caitlyn dicendole che nonostante tutto vengono da due mondi diversi ed inconciliabili definendole "come olio e acqua", dopodiché raggiunge Jayce e lo convince ad allearsi per smantellare la produzione di Shimmer di Silco tramite una retata clandestina. Grazie alle loro armi Hextech, Vi e Jayce riescono a sconfiggere un esercito di uomini potenziati dalla droga mutagena, ma nel processo l'uomo spara accidentalmente ad un operaio bambino uccidendolo. Profondamente scossa dalle parole di Vi, Caitlyn torna a casa e viene rapita da Jinx.
- Note: i guanti tirapugni di Vi e il martello energetico di Jayce sono le stesse armi utilizzate dalle controparti videoludiche dei due personaggi.

## Il mostro che hai creato
- Titolo originale: The Monster You Created
- Diretto da: Pascal Charrue, Jérôme Combe e Arnaud Delord
- Scritto da: Christian Linke e Alex Yee

### Trama
Dopo la disastrosa retata alla fabbrica di Shimmer di Silco, Jayce si rende conto del costo umano della potenziale guerra tra Piltover e la nascente nazione di Zaun, pertanto decide invece di mediare un accordo di pace con Silco, garantendogli ogni richiesta di sovranità ed amnistia se questi accetterà di fermare la produzione di Shimmer, restituire la gemma Hextech rubata e consegnare Jinx, che insiste debba pagare per i suoi crimini. Ekko porta Heimerdinger alla base dei Firelights e i due decidono di iniziare a lavorare insieme per aiutare la città sotterranea. Silco, profondamente turbato all'idea di realizzare il sogno della nazione di Zaun dovendo però rinunciare alla figlia, lamenta la sua situazione con una statua di Vander, ignaro che Jinx stia origliando. Armata dei guanti Hextech costruiti da Jayce, Vi affronta Sevika e la sconfigge brutalmente, ma viene poi tramortita da Jinx risvegliandosi incatenata in una diroccata sala da tè assieme a Silco, imbavagliato, tre bambole raffiguranti Vander, Mylo e Claggor, Caitlyn e Jinx, artefice di tutto.

Jinx abbandona definitivamente l'identità di Powder.

 Disperata, la sorella consegna una pistola a Vi implorandola di uccidere Caitlyn e promettendole in cambio che lei tornerà la vecchia Powder ma l'affetto nutrito da Vi per la piltoviana le rende impossibile fare una simile scelta; Jinx minaccia allora di ucciderla personalmente e permette a Silco di parlare mentre prende una decisione. Vi e Silco tentano di fare appello rispettivamente a Powder e Jinx, mentre Caitlyn si libera e le punta una pistola intimandole la resa. Sfruttando le sue nuove abilità fisiche potenziate dallo Shimmer, Jinx mette fuori combattimento Caitlyn e tenta di assassinarla mentre Vi la supplica di fermarsi; liberatosi, Silco afferra una pistola e tenta di sparare a Vi ma, nella confusione, Jinx lo uccide. Esalando l'ultimo respiro, l'uomo le confessa che non l'avrebbe mai consegnata a Piltover ribadendo quanto l'abbia amata e di considerarla "perfetta". Accettando definitivamente la sua nuova identità e riconoscendo che lei e Vi si sono irreparabilmente allontanate l'una dall'altra, Jinx la lascia con Caitlyn e, dopo aver armato un lanciarazzi con la gemma Hextech, fa fuoco sulla sede della Consulta mentre il consiglio è intento a votare l'indipendenza di Zaun.
- Note: l'arma usata da Jinx nella scena finale dell'episodio è il "Super Mega Death Rocket!", mossa finale del personaggio nella versione videoludica.